# Calligonum drobovii
Calligonum drobovii är en slideväxtart som beskrevs av O.N. Bondarenko. Calligonum drobovii ingår i släktet Calligonum och familjen slideväxter. Inga underarter finns listade i Catalogue of Life.